# Xavier de Courville
Xavier-Ignace-Marie-Auguste Bernard de Courville dit Xavier de Courville, né le 23 septembre 1894 à Lorient et mort le 1er août 1984 à Cachan, est un écrivain, un historien et un directeur de théâtre français.

## Biographie
Issu de la famille Bernard de Courville d'origine angevine et bretonne, Xavier de Courville commence sa carrière en 1920 à Paris, en exerçant les fonctions de directeur d'une troupe de théâtre, dans deux établissements qu'il a fondés : La Petite Scène et le Théâtre Arlequin, situés au fond d'une cour du Quartier latin.
Il épouse le 17 octobre 1917 Renée-Valentine-Marcelle de Brauer, qui est tuée le 29 mars 1918 lors du bombardement de l'église Saint-Gervais.
Il épouse le 30 octobre 1920 Ghislaine Marie Simonne Morel d'Arleux, dont il divorce en décembre 1929.
Il épouse le 17 mai 1930 Olga Choumansky, une artiste peintre roumaine, dont il divorce en août 1936.
Il épouse le 18 septembre 1936 la fille du compositeur Henri Casadesus, Jacqueline Casadesus (1903-1976), pianiste, chanteuse et comédienne, élevée dans la tradition artistique de la famille Casadesus. Il est le beau-frère de Gisèle Casadesus (1914-2017), comédienne, Sociétaire de la Comédie-Française .
Le couple aura deux filles, Renée (1938-2019) et Bernadette (1942-2014), vouées, elles aussi, au théâtre dès leur plus tendre enfance.
Xavier de Courville est nommé professeur de lettres en Albanie  de 1932 à 1938. Il rentre à Paris avant le déclenchement de la Seconde Guerre mondiale. Il s'inscrit à la Sorbonne où il présente une thèse sur le théâtre du XVIIIe siècle, obtenant le titre de docteur ès lettres en 1943.
En 1942, les époux de Courville reprennent la direction du théâtre Arlequin, devenu Micropéra en 1954 et dédié à l'opéra-bouffe. Ils vont s'y produire avec leurs deux filles, Renée et Bernadette. Pendant l'été, les représentations ont également lieu au manoir de Kerlan, dans la commune de Batz-sur-Mer, résidence de la famille de Courville, jusqu'à la mort de Jacqueline, survenue en 1976. Puis Xavier de Courville, assisté de ses deux filles, poursuit les représentations jusqu'à sa mort en 1984. L'ambassadeur d'Albanie et le conseiller culturel furent présents aux obsèques de Xavier de Courville, inhumé au Croisic. À cette même période, Renée de Courville cessera toute activité théâtrale au Micropéra. Sa fille, Sylvie Lescuyer, est connue comme peintre.
Bernadette, dont le nom d'artiste était Bernadette Bernard, a poursuivi la tradition familiale, en compagnie de sa fille Sandrine Beilvaire, en reprenant le répertoire du Micropéra au manoir de Kerlan et en présentant de nouvelles pièces de théâtre dans différents sites bretons et à Paris. Elle est morte le 9 décembre 2014 et laisse le souvenir d'une interprète de talent.
Xavier de Courville a également écrit des livrets d'opéra, des ouvrages littéraires et historiques, quelques romans et produit des émissions lyriques à la radio.

## Ouvrages
- L'Adieu aux noces ou la Dernière Lettre de Bernard d'Escland, 1927.
- L'Île des misanthropes, Fast, 1927.
- Le Rêve de Cinyras, comédie lyrique en 3 actes et 5 tableaux, paroles de Xavier de Courville, musique de Vincent d'Indy, 1927.
- Théâtre de Marivaux (5 vol.), notes de Xavier de Courville, Poche, 1929.
- Jomini ou le devin de Napoléon, préface de Jacques Bainville, Le Livre d'Histoire, 1934[9].
- Jean Racine, Bajazet, mise en scène et commentaires de Xavier de Courville, 1935.
- Décors de théâtre : invention, construction, peinture, conseils d'un artisan aux amateurs, 1949.
- Un apôtre de l'art du théâtre au XVIIIe siècle : Luigi Riccoboni, dit Lélio (1676-1715), Genève, Slatkine, 1969.

## Fonds de Courville
Le Fonds de Courville a été constitué  à la Bibliothèque nationale de France, Département des Arts du Spectacle, en 1995. Il contient la correspondance adressée à Xavier de Courville par des critiques, des théoriciens et des bibliothécaires, des années 1920 aux années 1960. Le département possède également des maquettes de ses mises en scène.

## Famille Bernard de Courville
Anoblie en Anjou, en l'an 1477 , la famille Bernard a donné naissance à plusieurs branches subsistantes dont deux correspondent à des seigneuries bretonnes: Courville et La Gatinais. La Branche de Courville est inscrite à l'ANF depuis le 15 décembre 1951
Ses armes portent d'argent à deux lions léopardés de sable armés et lampassés de gueules, alias à deux léopards de sable armés et lampassés de gueules .
Filiation de Xavier de Courville
- Jean-Baptiste Bernard, seigneur de Courville est né le 29 août 1638 à La Pichardais, dans l'actuel département des Côtes-d'Armor.
- Julien Bernard, seigneur de Courville, né en 1670, capitaine des Grenadiers du roi Louis XV, aux ordres du maréchal de Villars, chevalier de l'Ordre royal de Saint-Louis, tué au Siège de Fribourg-en-Brisgau, (Allemagne) le 13 octobre 1713, au cours de la Guerre de succession d'Espagne.
- Guy André Bernard, seigneur de Courville, né le 3 août 1743, chevalier de l'Ordre royal de Saint-Louis, Officier au régiment de Berry, major de la capitainerie Garde-Côtes de Plancoët. Il  se distingue avec les volontaires bretons contre les Anglais, à la Bataille de Saint-Cast en 1758, sous le commandement du duc d'Aiguillon. Sa famille est  maintenue noble en Bretagne depuis le 12 mai 1738.
- Louis Émile Bernard, seigneur de Courville, , (1746-1798), capitaine garde-côtes d'Hénanbihen, puis de Saint-Potan, (Côtes-d'Armor), émigré et mort  à Jersey le 15 janvier 1798.
- Maurice Marie Bernard de Courville, né le 13 avril 1782, à Saint-Malo, mort à Vitré, le 3 février 1847.
- Alfred-Marie-Joseph Bernard, comte de Courville, né le 1er juillet 1816 à Vitré, général de brigade, commandeur de la Légion d'honneur, épouse le 31 mai 1854, en l'Église Notre-Dame-de-Lorette de Paris, Valérie de  Jomini, fille du général suisse, Antoine de Jomini, stratège de Napoléon.
- Maurice Bernard, comte de Courville, né le 4 novembre 1860 à Rennes, officier de la Légion d'honneur, directeur des chantiers de la Gironde et constructions navales du Creusot, ingénieur en chef de la Marine, mort le 28 novembre 1944 à Longué, (Maine-et-Loire).
- Xavier Bernard de Courville (1894-1984), chevalier de la Légion d'honneur, croix de guerre 1914-1918, écrivain, historien et directeur de Théâtre.